# David Zwilling
David Zwilling (n. 24 august 1949, Abtenau, Salzburg, Austria) este un fost schior austriac și campion mondial. A câștigat o medalie de aur în coborâre la Campionatul Mondial de schi alpin FIS 1974 și a terminat pe locul doi în totalul Cupei Mondiale de schi alpin din 1973. El a concurat la slalom și slalom uriaș la Jocurile Olimpice de iarnă din 1972 și a terminat al șaptelea în ambele evenimente.
Zwilling a fost ales sportivul anului în Austria din anul 1974.